# Keith Kinkaid
Keith Patrick Kinkaid (* 4. Juli 1989 in Farmingville, New York) ist ein US-amerikanischer Eishockeytorwart, der seit Oktober 2024 bei den Charlotte Checkers in der American Hockey League (AHL) unter Vertrag steht. Zuvor war er unter anderem bereits neun Jahre in der Organisation der New Jersey Devils aktiv und spielte sporadisch für fünf weitere Teams der National Hockey League (NHL).

## Karriere

### Jugend und College
Keith Kinkaid wurde in Farmingville auf Long Island geboren und spielte in seiner Jugend für die Suffolk PAL Juniors sowie für die New York Bobcats. Zur Saison 2007/08 wechselte er in die United States Hockey League (USHL), die höchste Juniorenliga der Vereinigten Staaten, und absolvierte dort 15 Spiele für die Des Moines Buccaneers. Mit Beginn der folgenden Spielzeit 2008/09 ging Kinkaid einen Schritt „herunter“ in die zweithöchste Juniorenspielklasse, die North American Hockey League (NAHL), und war dort für die St. Louis Bandits aktiv. Bei den Bandits erreichte der Torhüter eine Fangquote von 93,5 % sowie einen Gegentorschnitt von 1,78 in 40 Spielen, wodurch er zum MVP, zum besten Torhüter und ins First All-Star Team der NAHL gewählt wurde. In den anschließenden Playoffs steigerte er seine Statistiken (95,1 % / 1,15 GTS) und hatte somit maßgeblichen Anteil daran, dass die Bandits den Robertson Cup gewannen; Kinkaid selbst wurde dabei auch als MVP der Playoffs ausgezeichnet. In einem NHL Entry Draft wurde der Torwart allerdings nicht berücksichtigt, unter anderem, weil die NAHL als zweite Juniorenliga der USA keine besondere Aufmerksamkeit auf sich zieht.
Nach der erfolgreichen NAHL-Saison wechselte Kinkaid 2009 ans Union College und war dort fortan für die Union Dutchmen in der ECAC aktiv. In seiner Rookie-Saison kam der US-Amerikaner auf eine Fangquote von 91,2 %, wurde ins All-Rookie Team sowie ins Third All-Star Team der ECAC gewählt und erreichte mit den Dutchmen das Finale der ECAC-Playoffs, wo das Team allerdings der Cornell University unterlag. In der folgenden Saison 2010/11 kam Kinkaid auf 25 Siege in 38 Spielen, wurde als Torhüter des Jahres der ECAC ausgezeichnet und ins First All-Star Team gewählt. Mit diesen Erfolgen zog er ausreichend Aufmerksamkeit der National Hockey League (NHL) auf sich, sodass er – auch ohne im NHL Entry Draft ausgewählt worden zu sein – im April 2011 von den New Jersey Devils verpflichtet wurde.

### Profibereich
Kinkaid wurde für die Saison 2011/12 erwartungsgemäß an das Farmteam der New Jersey Devils, die Albany Devils, abgegeben und spielte somit in der American Hockey League (AHL). In seiner ersten Saison im Profi-Bereich kam er auf 90,4 % gehaltene Schüsse, einen Gegentorschnitt von 2,94 und drei Shutouts. Eine ähnliche Statistik produzierte der Torhüter in der folgenden Spielzeit 2012/13, wobei er im April 2013 sein Debüt in der NHL gab, als Martin Brodeur verletzt ausfiel und er im Spiel gegen die Tampa Bay Lightning den nominell zweiten Torhüter Johan Hedberg für die verbleibenden 26 Minuten ersetzte.
In der Saison 2013/14 verblieb Kinkaid erneut als dritter Torwart (hinter Brodeur und Cory Schneider) in der AHL und kam dort auf 24 Siege in 43 Spielen für die Albany Devils. Zudem erreichte er mit der Mannschaft die Playoffs um den Calder Cup, scheiterte dort jedoch bereits in der ersten Runde. Seit Beginn der Saison 2014/15 ist Kinkaid fest im NHL-Kader etabliert, da Brodeur zu den St. Louis Blues wechselte und Kinkaid somit als zweiter Torhüter hinter Cory Schneider gesetzt ist. Insgesamt absolvierte er in der Spielzeit 19 NHL-Einsätze, in denen er auf sechs Siege sowie eine Fangquote von 91,5 % kam. Im Laufe der folgenden Jahre erhielt er sukzessive mehr Eiszeit in New Jersey und etablierte sich letztlich als Stammkraft in New Jerseys Tor. Im Februar 2019 wurde er im Tausch für ein Fünftrunden-Wahlrecht im NHL Entry Draft 2022 zu den Columbus Blue Jackets transferiert, für die er aber bis zum Saisonende nicht zum Einsatz kam. Anschließend wechselte er als Free Agent zu den Canadiens de Montréal, bei denen er einen Einjahresvertrag unterzeichnete. Diese verliehen ihn im Februar 2020, nachdem er zuvor bereits überwiegend in der AHL bei den Rocket de Laval auf dem Eis gestanden hatte, an die Charlotte Checkers. Nach dem Ende der Saison 2019/20 wurde sein auslaufender Vertrag nicht verlängert, sodass er sich im Oktober 2020 abermals als Free Agent den New York Rangers anschloss. In gleicher Weise wechselte er im Juli 2022 zu den Boston Bruins, die ihn im Februar 2023 im Tausch für Shane Bowers zur Colorado Avalanche schickten.
Nachdem sein Vertrag dort im Sommer 2023 ausgelaufen und nicht verlängert worden war, schloss sich Kinkaid Mitte Juli den Chicago Wolves aus der AHL an. Im September gleichen Jahres allerdings verpflichteten ihn die New Jersey Devils wieder, sodass er auch in der Spielzeit 2023/24 in der NHL unter Vertrag steht. Für Chicago kam er dabei jedoch weiterhin zum Einsatz, obwohl die Wolves nicht das Farmteam der Devils waren. Von dort wechselte er im Oktober 2024 zu den Charlotte Checkers, bei denen er einen auf die AHL beschränkten Vertrag unterzeichnete.

### International
Bei der Weltmeisterschaft 2016 vertrat er sein Heimatland erstmals auf internationalem Niveau und erreichte dabei mit der Mannschaft den vierten Platz. Zwei Jahre später folgte die Bronzemedaille bei der Weltmeisterschaft 2018.

## Erfolge und Auszeichnungen
| - 2009 Robertson-Cup-Gewinn mit den St. Louis Bandits - 2009 Most Valuable Player der NAHL - 2009 NAHL-Torhüter des Jahres - 2009 NAHL First All-Star Team | - 2010 ECAC All-Rookie Team - 2010 ECAC Third All-Star Team - 2011 ECAC-Torhüter des Jahres - 2011 ECAC First All-Star Team |

### International
- 2018 Bronzemedaille bei der Weltmeisterschaft

## Karrierestatistik
Stand: Ende der Saison 2023/24

### International
Vertrat die USA bei:
- Weltmeisterschaft 2016
- Weltmeisterschaft 2018

(Legende zur Torhüterstatistik: GP oder Sp = Spiele insgesamt; W oder S = Siege; L oder N = Niederlagen; T oder U oder OT = Unentschieden oder Overtime- bzw. Shootout-Niederlage; Min. = Minuten; SOG oder SaT = Schüsse aufs Tor; GA oder GT = Gegentore; SO = Shutouts; GAA oder GTS = Gegentorschnitt; Sv% oder SVS% = Fangquote; EN = Empty Net Goal; 1 Play-downs/Relegation; Kursiv: Statistik nicht vollständig)